# Anna Bond
Anna Bond (ang. Anna Bond, kan. ಅಣ್ಣ ಬಾಂಡ್) – indyjski film z 2012 roku w reżyserii Duniya Soori. 

## Obsada
- Puneeth Rajkumar - Bond Ravi aka Anna Bond
- Nidhi Subbaiah - Divya
- Priyamani - Meera
- Rangayana Raghu - Chapathi Babu
- Avinash - Major Chandrakanth
- Jackie Shroff - Charlie
- Balu Nagendra - Bala
- Gurudatt
- John Kokken - John Mathew

## Piosenki śpiewają
Piosenki do filmu, skomponowane przez V. Harikrishna:
1. "Enendu Hesaridali" - Sonu Nigam, Shreya Ghoshal
2. "Boni Aagada" - Tippu
3. "Kaanadanthe" Remix - Puneeth Rajkumar
4. "Thumba Nodbedi" - V. Harikrishna
5. "He Is Anna Bond" - Ranjith, Naveen Madhav, Ramya